# Angelo de Mojana
Fra′ Angelo de Mojana dei Signori di Cologna (Milaan, 1905 - Rome, 17 januari 1988) was een Italiaans edelman.

## Levensloop
Mojana, een jurist, werd in 1940 in de Orde van Malta opgenomen en legde in 1957 de geloften af waardoor hij een Fra', een geprofeste wereldgeestelijke en Ridder van Justitie werd.
De Orde van Malta had vanaf het overlijden van grootmeester Chigi een moeilijke periode doorstaan, waar ze met grote moeite haar onafhankelijkheid had kunnen bewaren tegenover de aanstalten vanuit het Vaticaan om de orde, op zelfde voet van de Ridderorde van het Heilig Graaf, op te slorpen. Dit was vermeden, maar gedurende tien jaar werden harde discussies gevoerd over wijzigingen die volgens het Vaticaan moesten worden aangebracht aan de statuten (de grondwet) van de Orde. Dit nam ongeveer tien jaar en pas in 1962 gaf het Vaticaan akkoord om een nieuwe grootmeester te verkiezen.
Van 8 mei 1962 tot aan zijn overlijden was de Mojana de 77e prins-grootmeester van de Souvereine Militaire Hospitaalorde van Sint-Jan van Jeruzalem, Rhodos en Malta. De orde heeft zich tijdens zijn regering sterk uitgebreid. Grootmeester Mojana werkte verder aan de hervormingen van de Orde van Malta en dit werd ook voortgezet door zijn opvolger Fra' Andrew Bertie.
Mojana werd in 1987, 25 jaar na zijn verkiezing tot grootmeester van de Hospitaalorde benoemd tot Ridder in de Orde van Christus, de hoogste pauselijke onderscheiding. Als staatshoofd, zij het zonder grondgebied, werd Fra' Angelo de Mojana volgens het protocol met de hoogste onderscheidingen gedecoreerd. Zo was hij onder andere Ridder in de Orde van de Verkondiging en werd hij op 30 november 1972 door Otto van Habsburg in de Orde van het Gulden Vlies opgenomen. Hij was Grootkruis in de Orde van de Kroon van Italië.